# 聖瓦倫丁 (奧地利)
聖瓦倫丁是奧地利的城鎮，位於該國東北部，由下奧地利州負責管轄，面積45.61平方公里，海拔高度272米，該鎮自1939年是納粹德國的坦克工廠所在地，2012年人口9,222。